# 卡伊基
卡伊基·达席尔瓦·沙加斯（葡萄牙語：Kayky da Silva Chagas；2003年6月11日—），简称卡伊基（葡萄牙語：Kayky），是一名巴西足球运动员，场上司职前锋，現時效力巴西足球甲級聯賽球隊巴希亞。

## 俱乐部生涯

### 富明尼斯
卡伊基于2003年6月11日出生在巴西城市里约热内卢。他的足球生涯于家乡俱乐部富明尼斯开始，在2012年加入了他们的U-9室内五人制少年队。在发展的过程中，他最终成为了一名足球运动员，是富明尼斯U-17梯队夺得2020年U-17巴甲联赛冠军的重要成员。
在2021赛季巴甲联赛开始前，卡伊基被提拔至富明尼斯一线队。2021年3月4日，在富明尼斯1-2客负雷森德的里约联赛中，卡伊基在上半场比赛中替补登场，换下了另一名小将西尔维拉，完成了一线队首秀。同年4月6日，在富明尼斯客场4-0完胜马卡埃体育的比赛中，卡伊基打进了球队在比赛中的第一粒进球，打开了个人的进球帐户。
2021年4月11日，在富明尼斯主场3-1击败新伊瓜苏的比赛中，卡伊基单骑闯关，打进了球队在比赛中的第一粒进球。这粒进球的精彩之处在于他在连续过掉4名防守队员后将皮球送进球门。

### 曼城
2021年4月，多家媒体表示卡伊基与他的队友梅蒂尼奥已经同意加盟英超俱乐部曼城，他们的合计转会费将会达到约1500万欧元。卡伊基的个人转会费则为1000万欧元，加上1500万欧元的浮动条款。2021年4月23日，曼城官方宣布，俱乐部已经与富明尼斯达成一致，卡伊基将会在2022年1月正式加盟球队。

## 国家队生涯
卡伊基持续被巴西U-15国家队以及巴西U-17国家队征召集训。他也在2019年中为巴西U-16国家队参加了2场友谊赛。

## 比赛风格
卡伊基在场上司职右边锋，他是一名左脚球员。由于他出色的盘带技巧，同位置中的巴西巨星内马尔经常被与卡伊基作为比较。卡伊基在庆祝时会用手比划胡须，以向他的父亲致敬。

## 生涯数据
最後更新：2021年4月11日
| 俱乐部   | 赛季     | 联赛     | 联赛 | 联赛 | 州联赛 | 州联赛 | 杯赛 | 杯赛 | 洲际比赛 | 洲际比赛 | 其他 | 其他 | 合计 | 合计 |
| 俱乐部   | 赛季     | 联赛等级 | 出场 | 进球 | 出场   | 进球   | 出场 | 进球 | 出场     | 进球     | 出场 | 进球 | 出场 | 进球 |
| -------- | -------- | -------- | ---- | ---- | ------ | ------ | ---- | ---- | -------- | -------- | ---- | ---- | ---- | ---- |
| 富明尼斯 | 2021     | 巴甲     | 0    | 0    | 6      | 2      | 0    | 0    | —        | —        | 0    | 0    | 6    | 2    |
| 生涯合计 | 生涯合计 | 生涯合计 | 0    | 0    | 8      | 2      | 0    | 0    | 0        | 0        | 0    | 0    | 8    | 2    |

1. ↑  在里约热内卢州联赛（英语：Campeonato Carioca）中的出场